# 張廷珪
張 廷珪（ちょう ていけい、658年 - 734年）は、唐代の官僚。本貫は河南府済源県。

## 経歴
若くして文学で名を知られた。意気盛んな性格で、志が高かった。進士に及第し、白水県尉に任じられた。長安年間、監察御史に累進した。武則天が天下の僧尼から銭を徴収して、白司馬坂に大像を造営しようとした。廷珪は上疏してこれを諫めた。武則天はその言を聞き入れて、造営を中止した。景龍4年（710年）、廷珪は中書舎人となった。洪州都督に転じ、そのまま江南西道按察使をつとめた。
開元初年、入朝して礼部侍郎となった。二度異動して黄門侍郎に転じた。まもなく禁中の語を漏らした罪で、沔州刺史として出された。蘇州刺史・宋州刺史・魏州刺史を歴任した。入朝して少府監となり、金紫光禄大夫の位を加えられ、范陽県男に封じられた。四度異動して太子詹事となり、老病のため致仕した。開元22年（734年）、死去した。享年は77。工部尚書の位を追贈された。諡は貞穆といった。

## 伝記資料
- 『旧唐書』巻101 列伝第51
- 『新唐書』巻118 列伝第43
- 唐故贈工部尚書張公墓誌銘并序（張庭珪墓誌）